# Blid Corona
Blid Corona est une corona, formation géologique en forme de couronne, située sur la planète Vénus par -0,5° S et 231,3° E. Elle est localisée dans le quadrangle de Taussig. Elle a été nommée en référence à Blid, déesse scandinave de la Terre, de la nature et de la joie. 

## Géographie et géologie
Blid Corona couvre une surface circulaire d'environ 175 km de diamètre. 